# San Lucas Tunco
San Lucas Tunco är en ort i kommunen Metepec i delstaten Mexiko i Mexiko. Samhället hade 6 129 invånare vid folkräkningen år 2020.